# シュワルツの鏡像の原理
複素解析において、シュワルツの鏡像の原理 (シュワルツのきょうぞうのげんり、英: Schwarz reflection principle) は、正則関数の定義域を対称的な領域にまで拡張する定理である。
ヘルマン・シュワルツ (Hermann Schwarz) の名にちなむ。

## 数学的な記述
定理の最も基本的な形を正確に述べれば以下のようになる。
U ⊂ C を領域とし、U± = {z ∈ U | ±Im z > 0}, I = U ∩ R とおく。
U は実軸に関して対称、すなわち {\displaystyle \{{\bar {z}}\mid z\in U\}=U} が成り立つとする。
f: U+ ∪ I → C を U+ 上正則であるような連続関数とし、I 上常に実数値を取るものとする。
このとき f は D 上の正則関数 {\displaystyle {\tilde {f}}} に拡張（解析接続）でき、{\displaystyle {\tilde {f}}} は
{\displaystyle {\tilde {f}}={\begin{cases}f(z)&z\in U_{+}\cup I\\{\overline {f({\bar {z}})}}&z\in U_{-}\end{cases}}}
と書ける。